# Mabea nitida
Mabea nitida är en törelväxtart som beskrevs av Richard Spruce och George Bentham. Mabea nitida ingår i släktet Mabea och familjen törelväxter. Inga underarter finns listade i Catalogue of Life.